# Lo que los videojuegos tienen que enseñarnos sobre el aprendizaje y la alfabetización
Lo que los videojuegos tienen que enseñarnos sobre el aprendizaje y la alfabetización es un libro de James Paul Gee que se enfoca en los principios de aprendizaje en videojuegos y cómo estos principios se pueden aplicar al aula K-12. Los videojuegos se pueden usar como herramientas para desafiar a los jugadores, cuando tienen éxito. Motivan a los jugadores a perseverar y, simultáneamente, les enseñan a los jugadores cómo jugar. Estos juegos dan una idea de cómo se pueden crear formas nuevas y más poderosas de aprender en las escuelas, comunidades y lugares de trabajo. Gee comenzó su trabajo en videojuegos identificando treinta y seis principios de aprendizaje que están presentes, pero no son exclusivos, en el diseño de buenos videojuegos. Además defiende la aplicación de estos principios en el entorno del aula. Lo que los videojuegos nos enseñan sobre el aprendizaje y la alfabetización es un llamado a educadores, maestros, padres y administradores para cambiar el enfoque de la pedagogía.

## Sinopsis
Gee comenzó a jugar videojuegos cuando su hijo de (entonces) seis años necesitaba ayuda para jugar al juego de resolución de problemas Pajama Sam. Cuando descubrió cuánto disfrutaba su hijo y cuánta atención y tiempo dedicaba a resolver los problemas del juego, Gee decidió comenzar a jugar videojuegos por su cuenta y comenzó a analizar qué hace que las personas gasten tiempo y dinero en videojuegos. Para su sorpresa, los buenos videojuegos eran "difíciles, largos y complejos", y a menudo tenía que usar recursos externos para aprender las cosas necesarias para completar el juego. Sin embargo, cuando un juego es demasiado fácil o demasiado corto, los jugadores no se sienten obligados por él y simplemente no continuarán jugando. Los nuevos desafíos, el potencial de aprendizaje y las luchas constantes de estos juegos también hacen que los videojuegos sean motivadores y entretenidos para el usuario.
Gee adopta un enfoque personal para explicar cómo el mundo inmersivo e interactivo de un videojuego involucra al jugador en formas en que la educación formal puede fallar. Argumenta que los jugadores generalmente no leen el manual antes de jugar un juego; juegan el juego y luego miran el manual. Sugiere que, en esencia, esto es lo que se requiere de los estudiantes cuando se les pide que lean un libro de texto antes de poner la información en contexto, antes de que puedan jugar "el juego". Gee toma una visión optimista de los videojuegos, reuniendo una lista de principios de aprendizaje que se encuentran comúnmente en estos juegos. Desafía la suposición de que los videojuegos son una pérdida de tiempo y señala las formas en que, cuando se juega en un entorno que fomenta el pensamiento crítico, los videojuegos pueden convertirse en excelentes herramientas de enseñanza. También señala que los juegos no son fáciles y que es precisamente su naturaleza desafiante lo que mantiene al jugador involucrado. Gee sugiere que si los estudiantes en entornos educativos formales tuvieran la capacidad de desarrollar su propio conocimiento, como lo hacen los jugadores en un juego cuando superan un nivel, seguiría un aprendizaje más progresivo en lugar de la frustración que a menudo sienten los estudiantes en entornos académicos.
Algunos de los principios de aprendizaje que incorporan los buenos juegos incluyen: desarrollo de identidad, enfoques interactivos, producción estudiantil, toma de riesgos, personalización individual, agencia personal, problemas bien ordenados, desafíos y consolidación, "justo a tiempo" y "a pedido" ", significados situados, pensamiento sistémico, exploración activa, pensamiento lateral, replanteamiento de objetivos, uso de herramientas inteligentes y conocimiento distribuido, participación en equipos interfuncionales y fomento del rendimiento antes de la competencia.

## Principios de aprendizaje

### Aprendizaje y dominios semióticos
- Principio de aprendizaje crítico y activo: cada aspecto del entorno de aprendizaje debe configurarse para fomentar el aprendizaje activo y crítico, en lugar de entornos de aprendizaje más tradicionalmente pasivos. El aprendizaje activo requiere que el alumno comprenda y use las gramáticas de diseño del dominio semiótico en el que está aprendiendo. El aprendizaje crítico se produce cuando el alumno puede participar, reflexionar, criticar y cambiar elementos del diseño.
- Principio de diseño: aprender sobre principios de diseño y apreciar el diseño.
- Principio semiótico: identificar, comprender y apreciar las relaciones entre los sistemas de símbolos. Los símbolos pueden incluir palabras, imágenes, acciones, artefactos, etc.
- Principio de Dominios Semióticos: dominio en un dominio semiótico para que uno pueda participar en la comunidad de práctica apropiada. Un dominio semiótico utiliza una modalidad dada (imágenes, ecuaciones, símbolos, etc.) para comunicar mensajes a otros. Los ejemplos de dominios semióticos incluyen psicología cognitiva, juegos de disparos en primera persona y biología celular.
- Principio de pensamiento a nivel meta sobre dominios semióticos: los alumnos pueden pensar críticamente sobre las relaciones entre múltiples dominios semióticos. Por ejemplo, ¿cómo se relacionan los conceptos encontrados en Psicología Cognitiva con los juegos de disparos en primera persona?

### Aprendizaje e identidad
- Principio de "Moratoria psicosocial": las consecuencias del mundo real no existen, lo que permite a los alumnos asumir mayores riesgos. Por ejemplo, en los mundos de los juegos, los alumnos pueden "probar" diferentes identidades relacionadas con el género, el origen étnico e incluso las especies. Del mismo modo, los entornos de juego permiten a los alumnos realizar múltiples intentos hacia una recompensa dada (es decir, un nuevo nivel, jefe) sin ninguna consecuencia en el mundo real. Esto crea un espacio seguro para que el alumno se involucre completamente con el medio ambiente.
- Principio de aprendizaje comprometido: los estudiantes participarán en compromisos prolongados como una extensión de sus identidades del mundo real en relación con sus identidades virtuales. El alumno siente el compromiso de continuar su esfuerzo y práctica.
- Principio de identidad: el alumno puede elegir múltiples identidades de tal manera que pueda reflexionar sobre identidades "nuevas" y "viejas". Gee identifica específicamente que los alumnos tienen una identidad del mundo real, una identidad virtual y una identidad proyectiva.
- Principio de autoconocimiento: el alumno aprende sobre sí mismo y su gama potencial de habilidades, en un proceso de reflexión personal.
- Amplificación del principio de entrada: el alumno puede realizar una entrada pequeña, pero recibe una salida mucho mayor. Este principio examina cuánto esfuerzo necesita el alumno para recibir alguna recompensa.
- Principio de logro: el alumno necesita recompensas intrínsecas que se adapten al nivel, esfuerzo y dominio del contenido de ese alumno.

### Significado y aprendizaje situados
- Principio de práctica: los alumnos necesitan mucha práctica en un contexto en el que se involucran con el material, no se aburren con él.
- Principio de aprendizaje continuo: el alumno pasará por ciclos de aprendizaje de material nuevo, automatizará el material, deshacerá alguna automatización y reorganizará la automatización.
- Principio del "régimen de competencia": el alumno puede funcionar en el límite exterior de su comprensión para hacer que los conceptos se sientan desafiantes, pero no imposibles.
- Principio de sondeo: aprendemos al relacionarnos con el mundo, reflexionar sobre nuestras acciones, formar hipótesis, volver a sondear el mundo y luego aceptar o repensar estas hipótesis.
- Principio de rutas múltiples: los alumnos reciben una variedad de caminos para seguir adelante, en los cuales el alumno puede elegir en función de sus fortalezas, debilidades y estilos de aprendizaje específicos.
- Principio de significado situado: todos los significados de los signos están situados en las experiencias incorporadas del alumno.
- Principio del texto: los textos no solo se entienden entendiendo las palabras en el texto, sino entendiendo los textos a través de la experiencia.
- Principio intertextual: los alumnos entienden las conexiones entre textos al comprender, a través de la experiencia, el significado de algunos textos y relacionar ese significado con otros textos relacionados.
- Principio multimodal: el significado se aprende a través de múltiples modalidades además de las palabras (p. Ej., Sonidos, imágenes).
- Principio de "inteligencia material": las herramientas, las tecnologías, los objetos materiales y el entorno contienen información a la que el alumno puede acceder mediante la interacción.
- Principio de conocimiento intuitivo: el conocimiento que no se puede verbalizar necesariamente, como el conocimiento obtenido al practicar una tarea, es valioso.

### Transferencia de conocimiento
- Principio de subconjunto: el aprendizaje se produce primero en un subconjunto simplificado del dominio real.
- Principio incremental: los alumnos crean conexiones en etapas anteriores y más fáciles que los ayudan en etapas posteriores y más difíciles.
- Principio de muestra concentrada: el alumno adquiere experiencia con conceptos / acciones fundamentales desde el principio para que pueda aprenderlos bien.
- Principio de habilidades básicas de abajo hacia arriba: las habilidades básicas se aprenden en contexto.
- Información explícita bajo demanda y principio justo a tiempo: la información se proporciona en momentos cruciales para maximizar las respuestas adecuadas.
- Principio de descubrimiento: al alumno se le dice muy poco explícitamente y, en cambio, se le permite explorar y descubrir por sí mismo.
- Principio de transferencia: los alumnos tienen la oportunidad de aplicar el aprendizaje desde etapas anteriores a etapas posteriores.

### Modelos culturales
- Modelos culturales sobre el principio mundial: los estudiantes pueden reflexionar sobre sus modelos culturales de una manera "fuera" de sus identidades del mundo real.
- Modelos culturales sobre el principio de aprendizaje: los alumnos pueden reflexionar sobre sus modelos culturales sobre el aprendizaje y sobre sí mismos como alumnos de una manera "fuera" de sus identidades del mundo real.
- Principios de modelos culturales sobre dominios semióticos: los estudiantes pueden reflexionar sobre sus modelos culturales con respecto a dominios particulares que están aprendiendo de una manera "fuera" de sus identidades del mundo real.

### El aprendizaje como actividad social
- Principio distribuido: los textos, las herramientas, las personas y la tecnología se conectan en red para que la información se distribuya entre ellos.
- Principio disperso: el alumno comparte conocimientos con otros que tal vez nunca se encuentren cara a cara.
- Principio de grupo de afinidad: los alumnos forman grupos con identidades, metas y prácticas compartidas en lugar de por raza, género o nacionalidad.
- Principio interno: el alumno contribuye al juego y no es solo un consumidor pasivo.

## Recepción de la crítica
El libro de Gee fue generalmente bien recibido por los críticos como un proyecto ambicioso que era "reflexivo, único y apasionado". Sin embargo, Gee no escapa a las críticas. Principalmente, fue criticado por no reconocer a otros académicos que trabajan en campos similares de la teoría de los juegos, específicamente las teorías de Janet Murray sobre la agencia y la identidad en los juegos y la beca sobre motivación de Thomas Malone. Gee también ha sido criticado por confiar demasiado en sus experiencias personales como evidencia empírica y por romantizar los juegos que discute.

## Aplicación de la teoría
El libro de Gee se usa en el argumento de Kimon Keramidas que explica los procesos de aprendizaje de los jugadores. Algunos de los esquemas y elementos que se usan en el diseño de juegos pueden usarse de manera análoga como "marcos para reconsiderar las estructuras de las experiencias de clase, los programas de estudio y el desarrollo de programas". Lo que estamos aprendiendo de los juegos (tanto creando como jugando) puede ser usado por maestros para mejorar su enseñanza y preparar mejor a los estudiantes para una sociedad basada en la tecnología ". Keramidas considera seis características del juego (definición de Jesper Juul): reglas, resultado cuantificable variable, valores asignados a posibles resultados, esfuerzo del jugador, jugador adjunto al resultado y las consecuencias negociables de comparar juegos con sistemas de aprendizaje. Las reglas (un componente clave de cualquier juego) son muy importantes para crear un buen ambiente de aprendizaje. Los resultados que un jugador logra al jugar un juego son los que hacen que los juegos sean atractivos y interesante; los resultados en educación (ambos grados y la cantidad de conocimiento que el estudiante obtendrá como resultado del aprendizaje) son efectivos, solo si los programas de estudio y los planes de estudio son co motivar a los alumnos y las tareas que se utilizan para medir el aprendizaje de los alumnos motivan a los alumnos. Los estudiantes aprenderán cuando pongan esfuerzo y tiempo en sus estudios, y se involucrarán en su aprendizaje si creen que el posible resultado vale su trabajo y esfuerzo. Lo que los estudiantes experimentan y aprenden en la escuela no puede (y no debe) separarse de la vida real, y se debe alentar a los estudiantes a comprender que adquirir conocimiento es comparable con obtener recompensas en los juegos (consecuencias negociables: el jugador no está obligado por las reglas del juego en el mundo real, pero las consecuencias de los juegos "pueden extenderse" a la vida del jugador).
Katie Salen promueve los juegos como una herramienta de aprendizaje para el siglo XXI. Ella ayudó a diseñar y lanzar Quest to Learn donde el aprendizaje se lleva a cabo jugando y explorando juegos. El plan de estudios está organizado en torno a la idea de que "los juegos digitales son fundamentales para la vida de los niños de hoy y también cada vez más, a medida que su velocidad y capacidades crecen, herramientas poderosas para la exploración intelectual".